# 二村卓児
二村 卓児 （ふたむら たくじ、1949年 - 2019年）は、日本の画家。印象画の制作活動を手がけた。光をテーマに、平面上に立体的な独特な空間を描く作品が多い。

## 来歴
1949年、愛知県名古屋市に生まれる。
1986年日本国際美術展にて、『NIGHT-BISHOP III』で大賞を受賞。
晩年は静岡県浜松市に居住し、2008年には浜松市美術館で「二村卓児 - 舞い降りる光展」が開催された。